# Geografía de Tonga

Localización de Tonga en el océano Pacífico

Tonga es un archipiélago localizado  al sur de Samoa. Sus 169 islas, de las cuales 96 están habitadas, se dividen en tres grupos principales: Vava'u, Ha'apai y Tongatapu, que forman una línea norte-sur de 800 kilómetros de largo. Tongatapu, la isla más grande y que alberga la capital Nukualofa, cubre 257 km². Geológicamente, las islas de Tonga son de dos tipos: la mayoría tienen una base de piedra caliza que se originó a partir de formaciones de coral levantadas; las demás consisten en piedra caliza sobre una base de origen volcánico.
El clima es básicamente subtropical con un período cálido (de diciembre a abril), durante el cual la temperatura se eleva por encima de los 32 °C, y un período más fresco (de mayo a noviembre), en el que las temperaturas no suelen sobrepasar los 27 °C. La temperatura se eleva de 23 °C a 27 °C, y la precipitación anual varía de 170 a 297 centímetros si se viaja desde Tongatapu en el sur hacia las islas del norte más cercanas al ecuador. La humedad media diaria es de 80%.

## Geología
El archipiélago de Tonga se sitúa en la frontera de las placas del Pacífico y australiana, al oeste de las fosas profundas que se sitúan en sus aguas territoriales, y representa un acúmulo de territorio de origen volcánico, coralino y arrecifes. El ejemplar de roca más antiguo en el país fue hallado en la isla de 'Eua, y se remonta hasta la época del periodo Eoceno. Por lo tanto, esto nos indica que desde entonces la isla siempre estuvo por encima del nivel del mar. Por el contrario, antes de esto permaneció durante mucho tiempo sumergida. Se desconoce el tiempo exacto de existencia de Tonga. Es probable que este archipiélago tenga más de cinco millones de años de antigüedad, y que se remonte a la época del Plioceno. También se puede suponer que algunas islas surgieron al final del Mioceno, o en el mismo Neógeno.

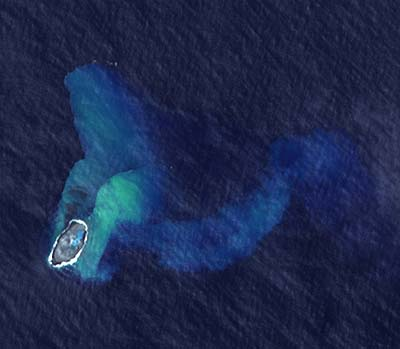
Corrientes marinas saturadas con ceniza volcánica y varios elementos químicos.

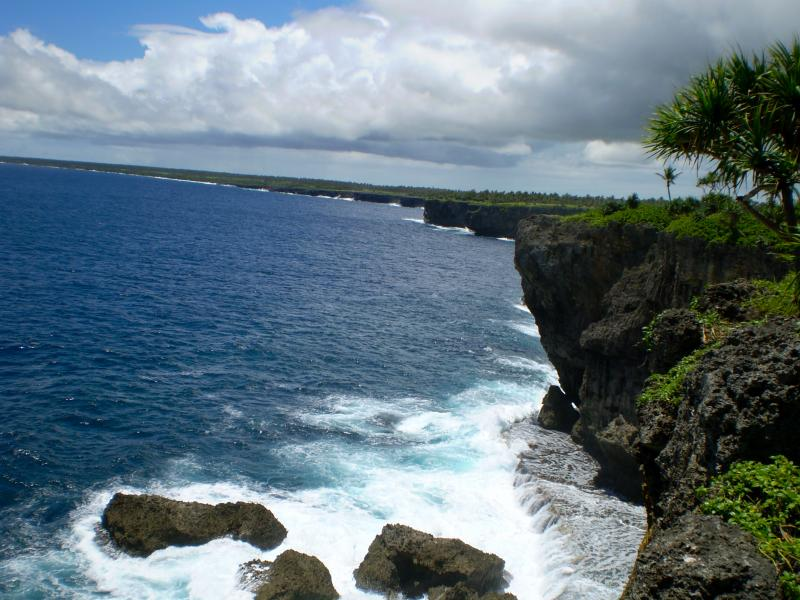
Isla de la costa oeste de Tonga.

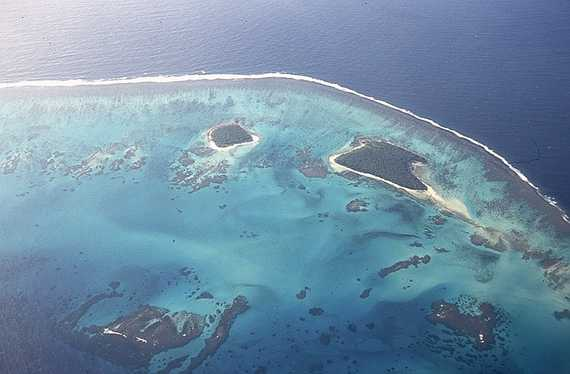
Islotes del archipiélago, pertenecientes a Ha'apai. Nótese que están rodeados por arrecifes de coral.

Las islas de origen volcánico son 'Ata, Ha'apai y Kao. Estas islas forman un arco volcánico que se extiende desde el sur —partiendo de la isla de 'Ata— al sureste, norte y noroeste. En épocas más recientes ocurrieron diversos procesos geológicos activos dentro de este arco que originaron la formación de algunas islas nuevas, sin embargo, solo una de ellas no se ha hundido.
La isla de Vava'u presenta actividad volcánica intensa y su suelo solo está compuesto de piedras calcáreas, además de estar rodeada por arrecifes. La isla de Ha'apai también presenta actividad volcánica intensa y un relieve bajo, y al igual que Vava'u tiene piedras calcáreas. Las islas de Tongatapu y 'Eua son de origen calcáreo. La primera se caracteriza por un relieve plano, pues sus colinas más elevadas no sobrepasan los 30 m s. n. m. La base de coral de la isla está cubierta por una capa de ceniza volcánica de tres metros de profundidad.
A lo largo de los últimos cien años, se registraron más de treinta y cinco erupciones volcánicas en el país. Uno de los volcanes más grandes en Tonga, con 515 m s. n. m. y 5 km de ancho, se sitúa en la isla de Tofua. La última erupción que registró este volcán ocurrió el 18 de marzo de 2009. El volcán más alto del país, cuya cima se encuentra a 1030 m s. n. m., se ubica en la isla de Kao.
Las islas de Tonga contienen grandes depósitos de minerales, especialmente Tongatapu y Vava'u. En 2008 se encontraron grandes yacimientos de zinc, cobre, plata y oro en sus aguas territoriales.

### Suelos
El suelo en gran parte de las islas se caracteriza por su fertilidad, excepto en las áreas que poseen los volcanes más nuevos. Estos se formaron principalmente a partir de la caída de cenizas volcánicas andesíticas que reposaron sobre una plataforma de corales y calcáreas. Estos suelos presentan ciertas propiedades físicas: son friables, bien estructurados, con buen drenaje y capacidad de retención de agua moderada. Los tipos de suelo varían de ácido a alcalino, con alto contenido de calcio y magnesio, alta capacidad de intercambio catiónica y saturación por bases.
Los suelos de la isla de Tongatapu son muy fértiles, apropiados para la agricultura y ganadería, en algunas zonas costeras son sensibles a la salinidad. Los suelos de la isla de 'Eua son más productivos, excepto por algunas áreas del sur de la isla, que poseen una superficie de roca de coral. En Ha'apai, hay grupos de islas predominantemente de origen coralino. Un problema serio es la erosión del suelo, que reduce significativamente su fertilidad.

## Clima
El clima de Tonga es tropical, con la influencia de los vientos alisios del Sudeste Asiático. El régimen de precipitaciones está ampliamente relacionado con la zona de convergencia del Pacífico Sur. Hay dos estaciones distintas: la estación lluviosa y la estación seca. La primera, también conocida como la estación de los ciclones, va de noviembre a abril, y la segunda abarca de mayo a octubre. Los meses más lluviosos del año son enero, febrero y marzo, cada uno registra hasta 250 mm de lluvia.
La temperatura promedio varía entre 26 a 23 °C. Durante los meses lluviosos —noviembre a abril— la temperatura generalmente va de 25 a 26 °C, mientras que en los meses más fríos y secos —mayo a octubre— oscila entre 21 y 24 °C. La diferencia de temperatura en las islas del norte generalmente es menos pronunciada que en las islas del sur. La temperatura máxima registrada en el país fue de 35 °C, en Vava'u, el 11 de febrero de 1979. Por su parte, la temperatura más baja fue de 8,7 °C, registrada el 8 de septiembre de 1994 en Fotuha'a. Los vientos predominantes son del este en dirección sur, que soplan a partir de mayo.
| Parámetros climáticos promedio de Nuku’alofa, Tonga | Parámetros climáticos promedio de Nuku’alofa, Tonga | Parámetros climáticos promedio de Nuku’alofa, Tonga | Parámetros climáticos promedio de Nuku’alofa, Tonga | Parámetros climáticos promedio de Nuku’alofa, Tonga | Parámetros climáticos promedio de Nuku’alofa, Tonga | Parámetros climáticos promedio de Nuku’alofa, Tonga | Parámetros climáticos promedio de Nuku’alofa, Tonga | Parámetros climáticos promedio de Nuku’alofa, Tonga | Parámetros climáticos promedio de Nuku’alofa, Tonga | Parámetros climáticos promedio de Nuku’alofa, Tonga | Parámetros climáticos promedio de Nuku’alofa, Tonga | Parámetros climáticos promedio de Nuku’alofa, Tonga | Parámetros climáticos promedio de Nuku’alofa, Tonga |
| Mes                                                 | Ene.                                                | Feb.                                                | Mar.                                                | Abr.                                                | May.                                                | Jun.                                                | Jul.                                                | Ago.                                                | Sep.                                                | Oct.                                                | Nov.                                                | Dic.                                                | Anual                                               |
| --------------------------------------------------- | --------------------------------------------------- | --------------------------------------------------- | --------------------------------------------------- | --------------------------------------------------- | --------------------------------------------------- | --------------------------------------------------- | --------------------------------------------------- | --------------------------------------------------- | --------------------------------------------------- | --------------------------------------------------- | --------------------------------------------------- | --------------------------------------------------- | --------------------------------------------------- |
| Temp. máx. abs. (°C)                                | 32                                                  | 32                                                  | 31                                                  | 30                                                  | 30                                                  | 28                                                  | 28                                                  | 28                                                  | 28                                                  | 29                                                  | 30                                                  | 31                                                  | 32                                                  |
| Temp. máx. media (°C)                               | 28                                                  | 29                                                  | 28                                                  | 27                                                  | 26                                                  | 25                                                  | 25                                                  | 24                                                  | 25                                                  | 25                                                  | 27                                                  | 27                                                  | 26.3                                                |
| Temp. media (°C)                                    | 25                                                  | 25                                                  | 25                                                  | 24                                                  | 23                                                  | 21                                                  | 21                                                  | 21                                                  | 21                                                  | 22                                                  | 23                                                  | 23                                                  | 22.8                                                |
| Temp. mín. media (°C)                               | 22                                                  | 22                                                  | 22                                                  | 21                                                  | 20                                                  | 18                                                  | 17                                                  | 18                                                  | 17                                                  | 19                                                  | 20                                                  | 20                                                  | 19.7                                                |
| Temp. mín. abs. (°C)                                | 16                                                  | 17                                                  | 15                                                  | 15                                                  | 13                                                  | 11                                                  | 10                                                  | 11                                                  | 11                                                  | 12                                                  | 13                                                  | 16                                                  | 10                                                  |
| Lluvias (mm)                                        | 130                                                 | 190                                                 | 210                                                 | 120                                                 | 130                                                 | 100                                                 | 100                                                 | 130                                                 | 110                                                 | 90                                                  | 100                                                 | 120                                                 | 1530                                                |
| Días de lluvias (≥ 1 mm)                            | 11                                                  | 13                                                  | 14                                                  | 12                                                  | 12                                                  | 10                                                  | 10                                                  | 12                                                  | 10                                                  | 10                                                  | 10                                                  | 10                                                  | 134                                                 |
| Humedad relativa (%)                                | 77                                                  | 78                                                  | 79                                                  | 76                                                  | 78                                                  | 77                                                  | 75                                                  | 75                                                  | 74                                                  | 74                                                  | 73                                                  | 75                                                  | 75.9                                                |
| Fuente: Weatherbase                                 |                                                     |                                                     |                                                     |                                                     |                                                     |                                                     |                                                     |                                                     |                                                     |                                                     |                                                     |                                                     |                                                     |

## Hidrografía

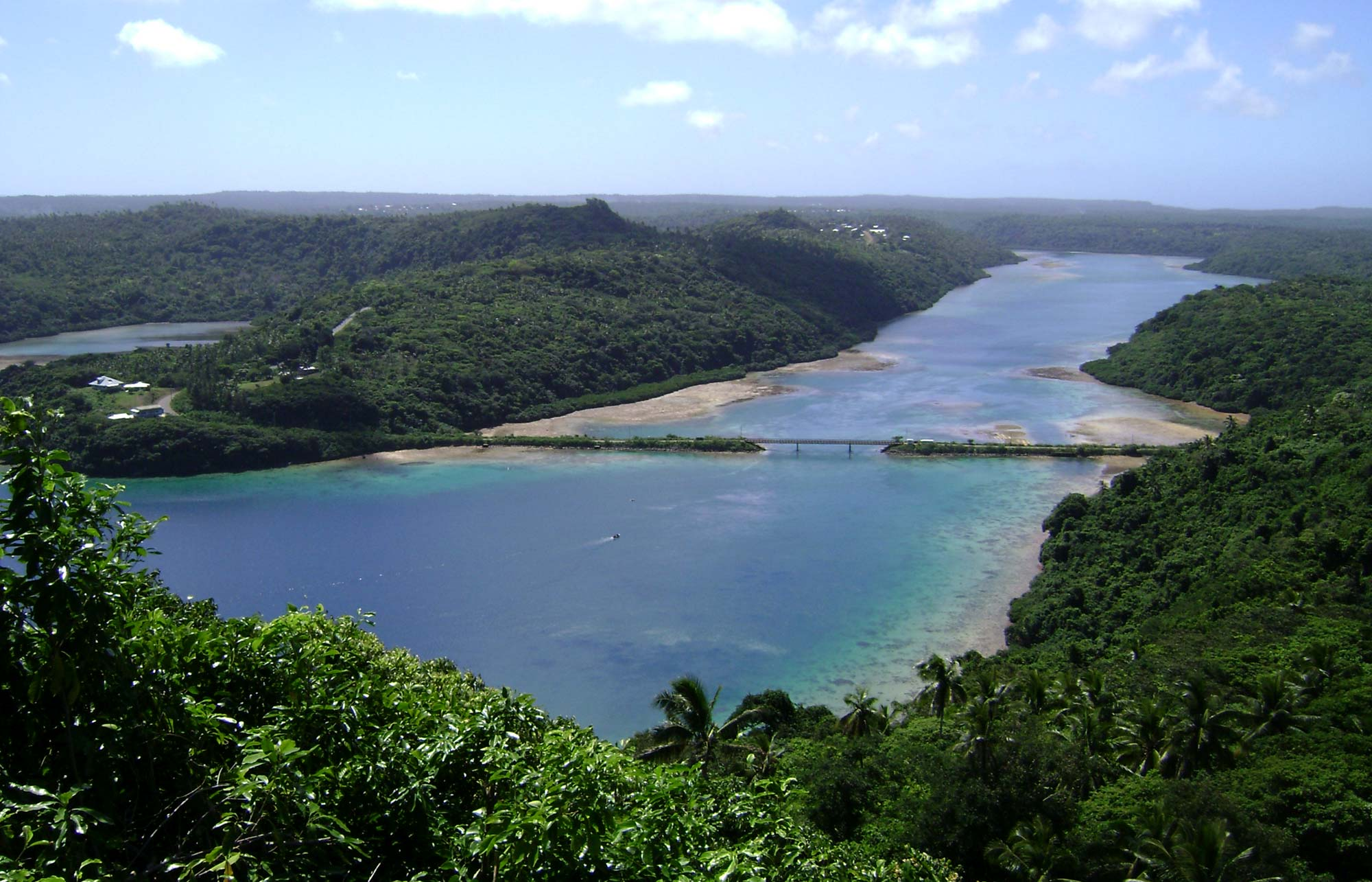
Lago en la isla de Vava'u.

El archipiélago cuenta con un número limitado de fuentes permanentes de agua dulce. A pesar de que el agua es retenida en el suelo debido a su porosidad, los habitantes suelen utilizar agua de lluvia recolectada en tanques con techo de hormigón o en pozos pequeños, lo que permite que tengan acceso a un poco de agua potable. La mayoría de las lagunas, lagos y arroyos están localizados en las islas volcánicas. El Vaipūua es el lago más grande de Tonga y se ubica en la isla de Vava'u. Sin embargo, las fuentes de agua dulce más importantes se encuentran en Niuafo'ou, Nomuka y Niuatoputapu.

## Flora y fauna

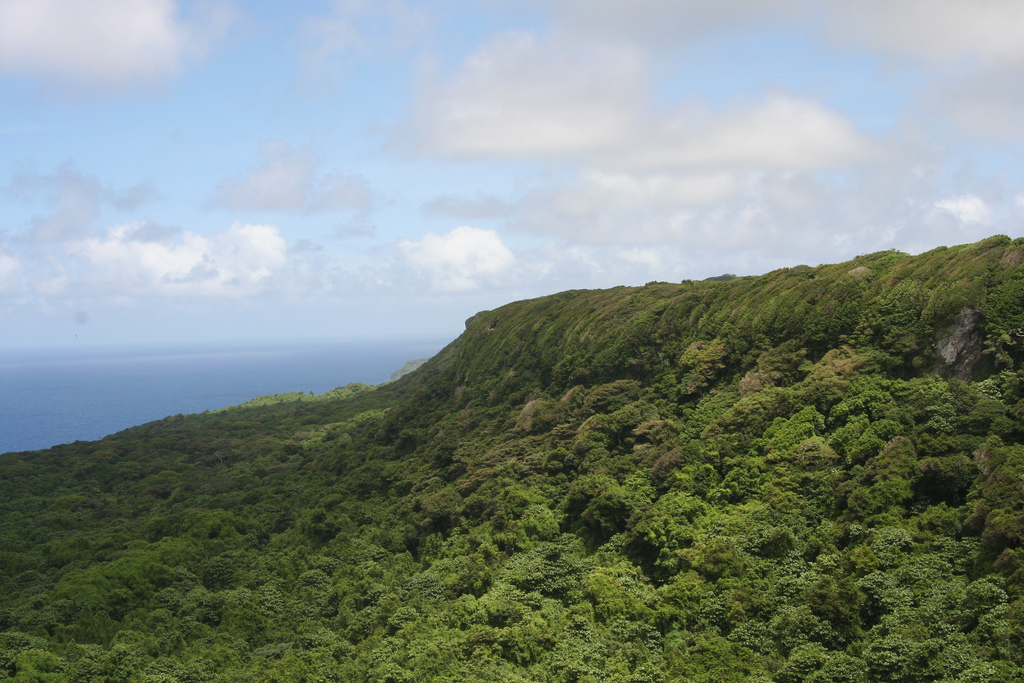
Parque Nacional de 'Eua.

En general, las islas de Tonga están cubiertas con selvas tropicales de tierras bajas. Debido a que en el pasado varias secciones del bosque tropical fueron otorgadas para su uso agrícola, una parte de este territorio está cubierto por vegetación secundaria dominada por pastizales y prados de sorgo y mijo. Las zonas costeras y las áreas de cráteres volcánicos están dominadas por las plantas herbáceas. En el archipiélago hay dos parques nacionales —uno en 'Eua y otro en Vava'u— y seis reservas naturales.
Hay 770 especies de plantas vasculares registradas en Tonga, incluidas setenta especies de helechos (tres de ellas son endémicas), tres tipos de gimnospermas (de las cuales una, Podocarpus pallidus, es endémica) y 698 especies de angiospermas, nueve endémicas. La diversidad de especies varía de isla a isla; por ejemplo, en la isla de Tongatapu existen cerca de 340 especies de plantas, mientras que en Vava'u existen 107 especies.
La fauna autóctona del país es extremadamente pobre y está constituida principalmente por especies introducidas. En el archipiélago hay doce especies de reptiles (una de ellas endémica) y dos especies de murciélagos, los únicos mamíferos nativos de las islas. En la región costera se pueden encontrar tortugas marinas, moluscos y diversos peces. Aún hay un gran número de aves, 73 especies registradas, de las cuales dos son endémicas: Pachycephala jacquinoti, que vive en Vava'u, y Megapodius pritchardii, habitante de Niuafoou. Como consecuencia de la ocupación humana de otras islas de Tonga, fuera de Tongatapu y Vava'u, por lo menos 23 especies de aves se extinguieron.

## Datos geográficos
Coordenadas: 20°00′S 175°00′O / -20.000, -175.000
Área:

total:
748 km²

tierra:
718 km²

agua:
30 km²
Longitud de fronteras:
0 km
Longitud de costas:
419 km
Accidentes marinos:

plataforma continental:
200 m de profundidad

zona económica exclusiva:
200 mn  (370.4 km)

territorio marino:
12 mn (22.2 km)
Clima:

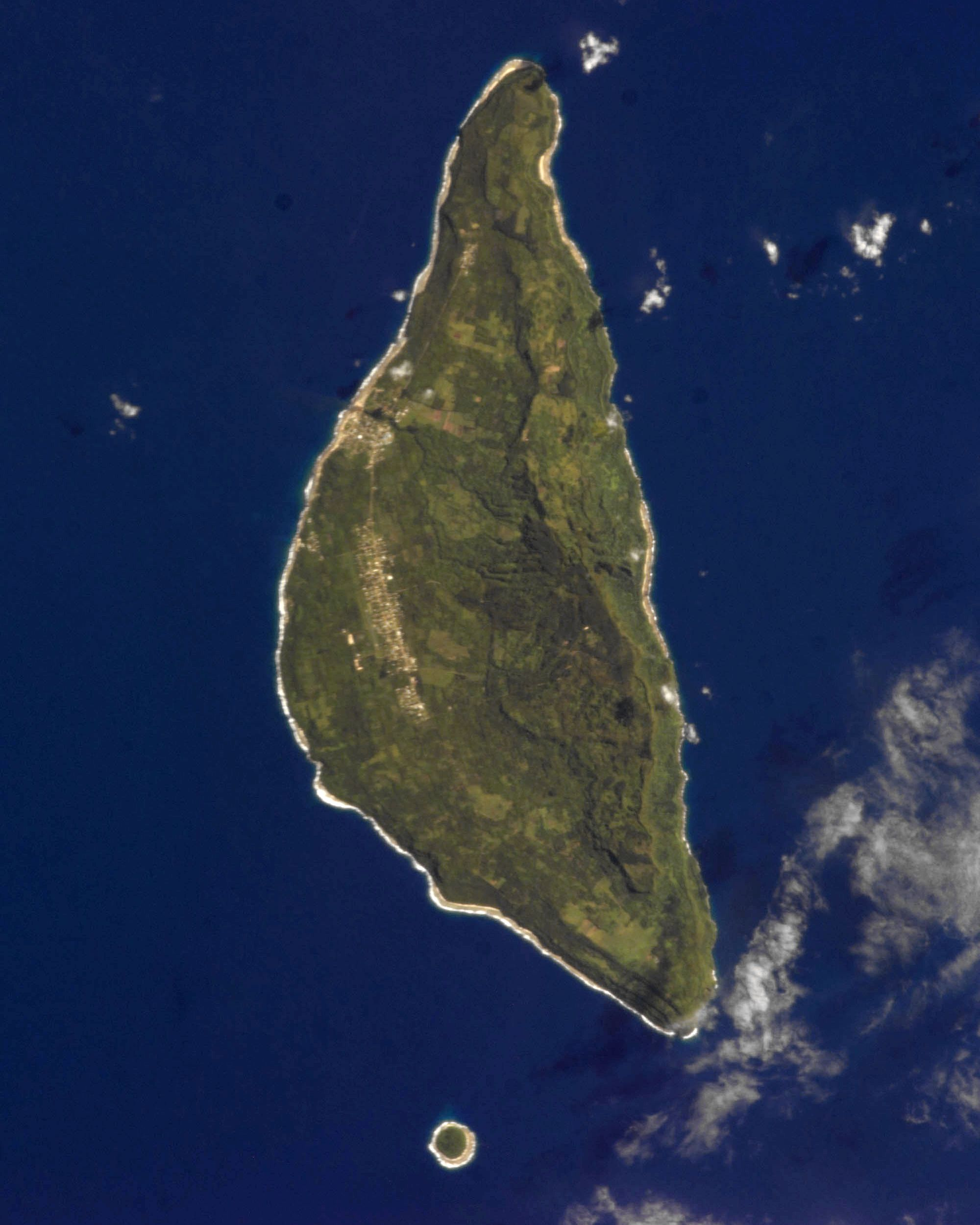
Isla de 'Eua

tropical; alterado por vientos alisios; estación cálida (de diciembre a mayo), estación fresca (de mayo a diciembre)
Terreno:
la mayoría de las islas tienen una base de piedra caliza que se originó a partir de formaciones de coral levantadas; las demás consisten en piedra caliza sobre una base de origen volcánico
Elevaciones del terreno:

punto más bajo:
Océano Pacífico 0 m

punto más alto:
lugar sin nombre en Kao con 1.033 m
Recursos naturales:
pescado, terreno fértil
Uso de la tierra:

terreno cultivable:
24%

cultivo permanente:
43%

pastos permanentes:
6%

bosque y selva:
11%

otros:
16% (1993 est.)
Tierras de regadío:
N/D km²
Peligros naturales:
ciclones (de octubre a abril); terremotos y actividad volcánica en Fonuafo'ou (Isla Falcón) y Late'iki (Isla Metis)

## Áreas protegidas de Tonga

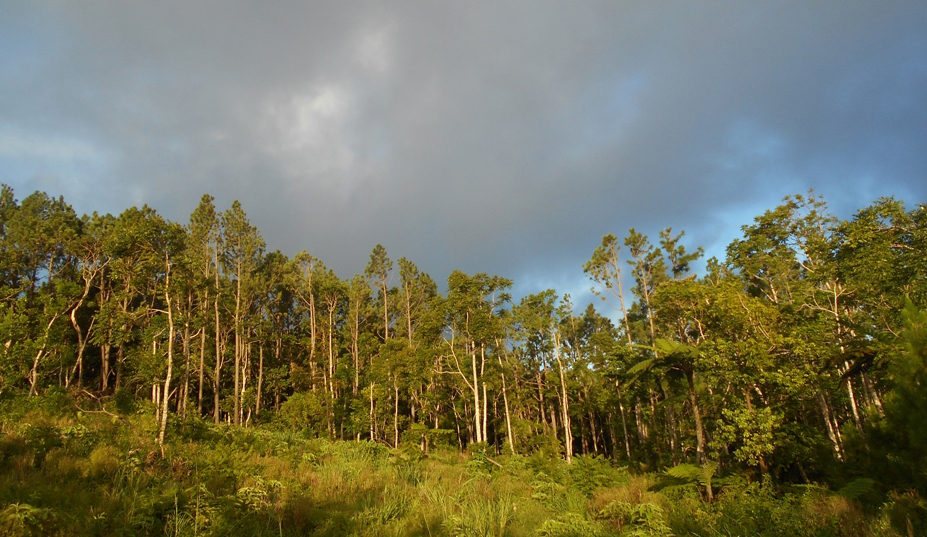
Parque nacional de 'Eua, en Tonga

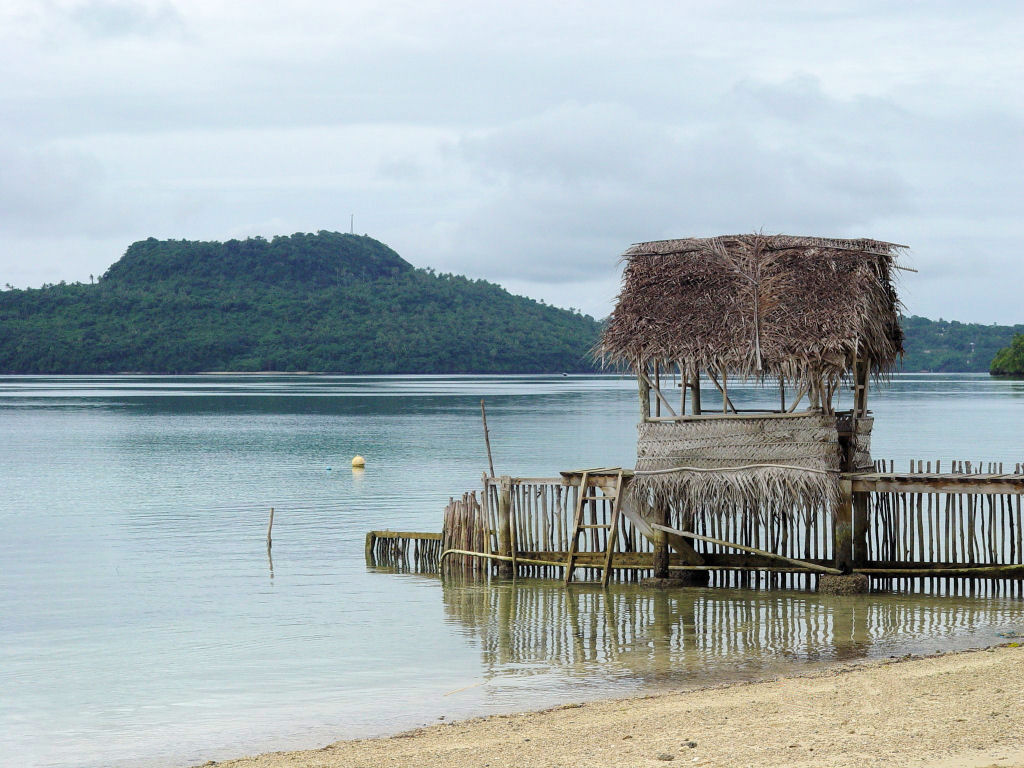
Playa de Vava'u

En Tonga hay 50 áreas protegidas que ocupan 96,5 km² de superficie terrestre, el 12,6 % del país, y 390 km² de superficie marina, el 0,06 % de los 668.055 km² del país. De estas, 3 son parques nacionales, 1 es una reserva marina, 1 es una reserva natural, 1 es un santuario, 11 son reservas, 3 son áreas de conservación, 14 son áreas de conservación comunitaria, 6 son áreas de gestión especial, 6 son áreas de conservación de uso múltiple y 1 no está clasificada.

#### Parques nacionales
- Parque nacional de 'Eua, 4,51 km², 21°24′06″S 174°54′27″W. Es el único parque nacional forestal de Tonga. Se halla en la costa este de la isla volcánica y montañosa de 'Eua. Forma una franja de unos 800 m entre la costa y una serie de acantilados llenos de cuevas.
- Parque nacional de Mounga Talau, 5 ha, en la cima del monte Talau, de 131 m, en la isla de Vava'u, junto al Puerto de Refuge. El grupo de Vava'u es un archipiélago al norte de Tonga con las típicas playas de arena, lagunas, cocotero, palmeras pandanas y plantaciones de banana.
- Parque nacional de la isla de Tofua, 54 km². La isla de Tofua es un volcán activo que se alza a 507 m sobre el nivel del mar. La isla tiene 8 km de diámetro y en el cráter hay un lago a solo 20 m de altitud. Hay fumarolas al norte de la isla. Aquí se produjo el motín del HMS Bounty en 1789.